# MAS M1873リボルバー
M1873リボルバー（英: Model 1873 revolver)は、フランス陸軍が初めて採用したダブルアクションの回転式拳銃である。 1873年から1887年にかけてサン＝テティエンヌ造兵廠(MAS)により約337,000丁が製造され、MAS M1892リボルバーに置き換えられるまでの間、第一次世界大戦等において広く使用された。

## 概要
1870年に起きた普仏戦争は、最新装備の必要性を明確に示すものであった。 この戦争において、それまでの伝統的な軍隊は高度な訓練を受けた兵士と大砲によって敗北したのであり、戦後、この戦争の教訓を基にドイツとフランスは互いに軍事技術の向上に努めていくことになる。しかしながら、どちら側も佐官クラスが携行する拳銃の重要性を認識してはいなかった。 剣については第一次世界大戦まで将校の権威の象徴とされていたのであるが、当時のヨーロッパの一般的な参謀クラスの軍人たちは非常に保守的で、拳銃というのは実際に使う機会はないと考えつつも渋々ながら採用されたものでしかなかった。
その後に世界中で拳銃は将校の象徴になったものの、その際は軍で大規模採用され標準装備となった拳銃を使用するより、小さくて持ちやすい拳銃を個人的に購入することが最も好まれてしまい、制式拳銃というのは軽視されがちであった。
そんな状況の中でフランス陸軍に下士官用の制式拳銃として採用されたのが、M1873である。 本銃は19世紀後半からフランス陸軍で運用が開始され、世界中のフランス植民地でも使用される様子が見受けられた。 第一次世界大戦においては、ヨーロッパ各国の軍隊が塹壕戦における拳銃の重要性を痛感する中において、本銃は多くの兵士に利用されていた。1940年には、フランス軍の正規部隊からは姿を消し予備軍に回されるようになっていたが、ナチス・ドイツ占領下のフランスにおいてレジスタンスが広く使用したことでも知られている。最終的に、本銃は第二次世界大戦中における警察の装備品 としての役割を果たした後、70年以上の長きに渡るフランスでの運用を終了した。

## 特徴
M1873には、フランス軍が採用した最初のセンターファイア型の実包を使用するリボルバーであり、バリエーションとして士官用のM1874が存在する。
2つのモデルの違いとして、M1873は全体的に白色に仕上げられ、シリンダーは溝のないものが使用されているのに対し、M1874のシリンダーは溝付きのもので全体が暗めの青色に仕上げられている。
これらは堅固なフレーム、サイドイジェクション式、ダブルアクション機構を採用しており、製造はサン＝テティエンヌ造兵廠によって行われていた。
M1874は、約35,000丁程が製造された。また、民間仕様も販売されており、その多くはフランスとベルギーで製造が行われた。
M1873とM1874は、威力が不十分と言われていた11mm拳銃弾を使用していたが、銃自体は故障が少ないので非常に信頼性が高かった。
一方、海軍が使用していたものでは通常より強力な銃弾が使用されていたが、その弾の生産が終了し在庫がなくなると、通常の弾薬に使用されるようになった。
口径は11x17.8mmR。 これは、ドイツ軍で使用される拳銃よりも0.47mm大きかった。そのため、ドイツ軍の銃弾はフランスの拳銃に装填して使用できるが、逆にフランス軍の銃弾はドイツの拳銃では使用することはできなかった。 実包の重量は11g、薬莢の長さは17.8mmである。この薬莢が短さから、弾の再装填に時間がかかるとされる。開発当時の軍隊の弾薬は黒色火薬を使用するものが一般的で、本銃の弾薬もそれに倣っていたが、20世紀初頭には無煙火薬に変更された。 銃口速度は標準で毎秒約550フィートとなっている。
シリンダーが振り出るのは右側で、エジェクターロッドを後ろに真っすぐ引っ張ることでローディングゲートの排莢を行う。照準器のフロントサイトは球状、リアサイトはV字状になっており、比較的簡単に照準を合わせることが可能だった。 ダブルアクションで射撃を行う場合、引き金を強く引かなければ動作しないことから目標に照準を合わせ続けるのは難しいが、その代わりに引き金を誤って引く可能性は低かった。シリンダーピンは、ドライバーなどの万能ツールとしても利用できたことから、清掃と分解は容易だった。 内部の部品は細かく機械加工され、丁寧に仕上げられている。 トリガー、ハンマー、およびいくつかの内部スプリングは淡黄色に仕上げられているが、これは高温のオイルを使った表面硬化処理の一種によるものである。

## 諸元

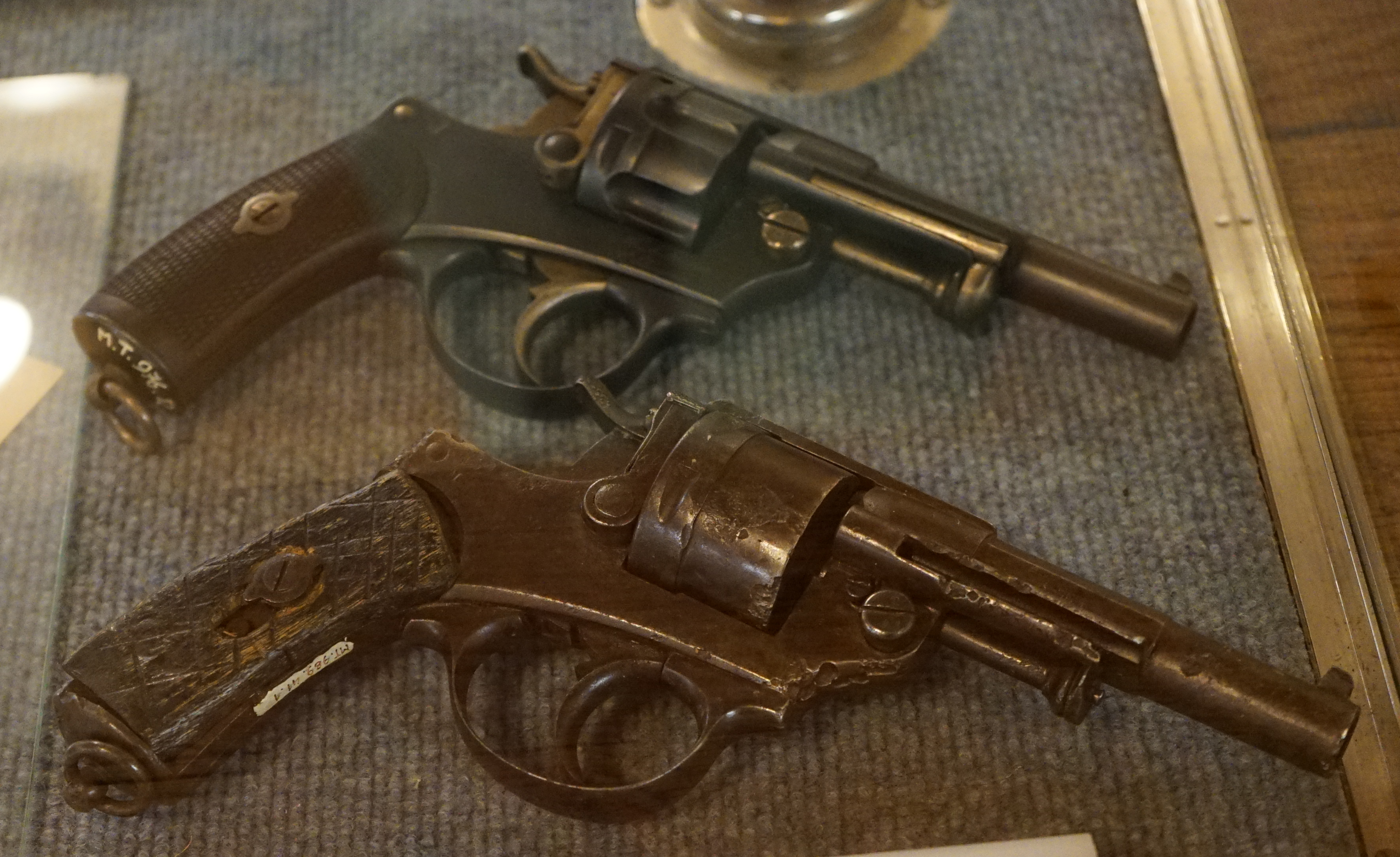
M1874（上）とM1873（下）

M1873
- 全長: 240 mm
- 銃身長: 115 mm
- 重量(空): 1.04 kg
- 装弾数: 6発
- 使用弾薬: 11 mm Mle 1873 (11x17mmR)
- ライフリング: 4つ（右回り）
- 作動方式: ダブルアクション/シングルアクション[3]

M1874
- 全長: 240mm
- 銃身長: 110mm
- 重量(空): 1.08 kg
- 装弾数: 6発
- 使用弾薬: 11 mm MLE 1873 (11x17mmR)
- ライフリング: 4つ（右回り）
- 作動方式: ダブルアクション/シングルアクション[4]
- 初速: 600フィート/秒

## 使用国

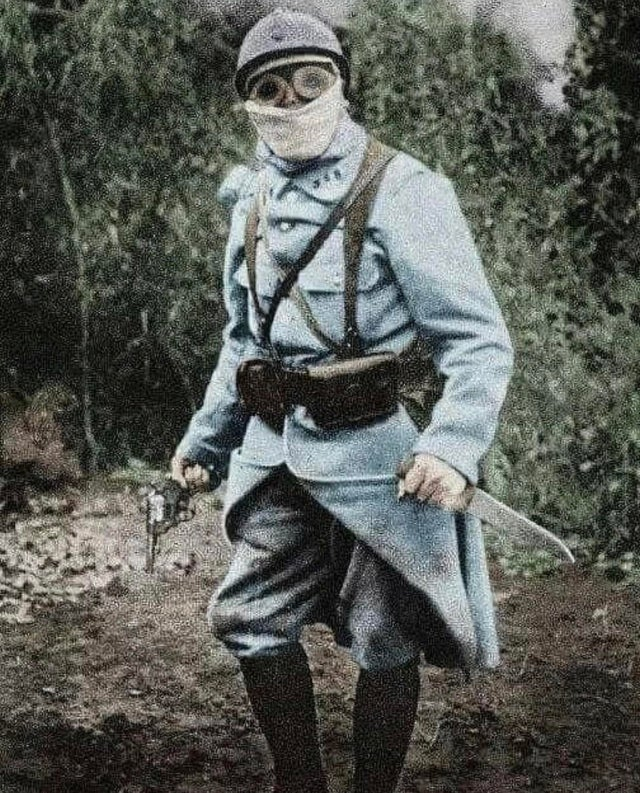
第一次世界大戦下で本銃を使用するフランス陸軍兵士

M1873は、1962年までフランス陸軍、フランス海軍、国家憲兵隊、フランス国家警察に配備された。また、フランス銀行の警備員、フランス内陸軍、国立森林局でも使用されていた。 MAS 1873は、フランス第三共和政の初期から、ナチス・ドイツによる占領期、第一次世界大戦と第二次世界大戦時に使用された。
- ベルギー
- フランス
  - フランス陸軍
  - フランス海軍
- ギリシャ王国
- イタリア王国
- モナコ
  - 大公銃騎兵中隊[5]
  - モナコ消防団

## 登場作品

### 映画
『ハムナプトラ/失われた砂漠の都』
主人公のリック・オコーネルが、冒頭のハムナプトラでの戦闘ではトゥアレグ族に対して、3年後のハムナプトラや客船などでの戦闘時ではイムホテップなどのミイラたちや「メジャイ」の戦士たちに対して、M1873を使用する。オコーネルは本銃を二丁携行しており、基本的には二丁拳銃で使用するが一丁だけで使う場合もある。また、終盤ではヒロインの兄であるジョナサン・カナハンもオコーネルから借りて使用している。